# Vivian Wu

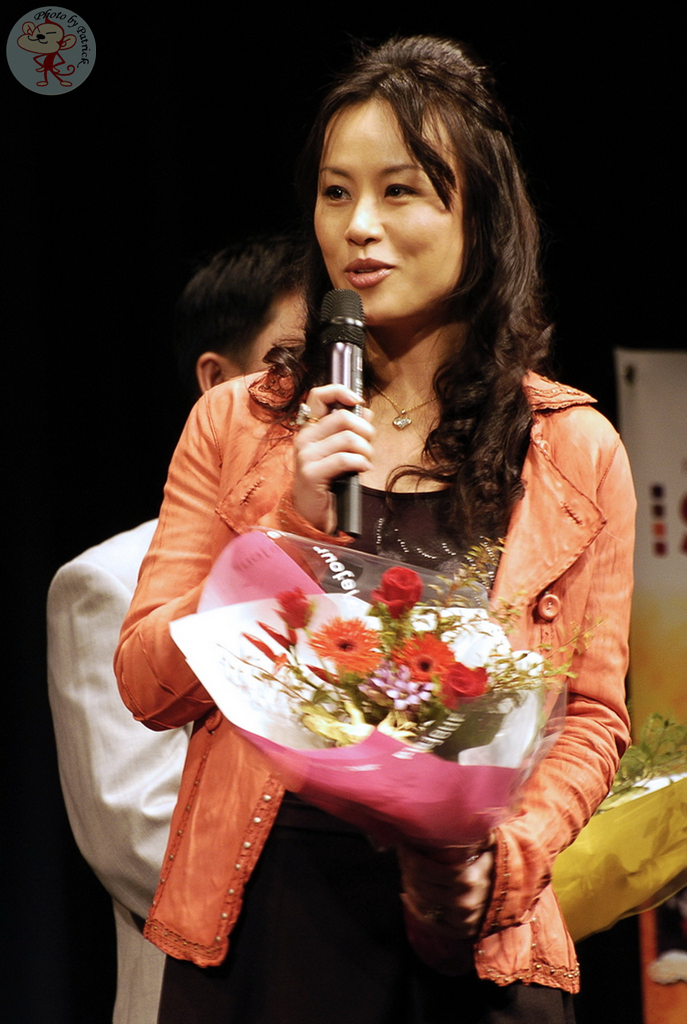
Vivian Wu (2007)

Vivian Wu (chinesisch 邬君梅, Pinyin Wū Jūnméi, auch Junmei Wu; * 5. Februar 1966 in Shanghai, Volksrepublik China) ist eine US-amerikanische Schauspielerin chinesischer Herkunft.

## Biografie
Wu ist die Tochter von Zhu Manfang, eine der führenden Schauspielerinnen Chinas in den 1940er und 1950er Jahren.   Ihre Filmkarriere begann im Alter von 16 Jahren in den Shanghai Film Studios. Später studierte sie an der Hawaii Pacific University. Eine ihrer ersten Filmrollen verkörperte sie im Monumentalfilm Der letzte Kaiser (1987), der neun Oscars gewann, von Bernardo Bertolucci. Unter anderem wirkte Vivian Wu in den Filmen Zwischen Himmel und Hölle (1993) von Oliver Stone, Dinner Rush (2000) von Bob Giraldi, Red Skies (2002) von John Woo und Chinaman (2005) von Henrik Ruben Genz mit. Für Eve and the Fire Horse (2005) von Julia Kwan wurde Wu im Jahr 2007 beim Genie Award als beste Nebendarstellerin nominiert.
Außerdem hatte sie unter anderem Gastauftritte in den Serien JAG – Im Auftrag der Ehre, Ghost Whisperer – Stimmen aus dem Jenseits, Highlander, Geschichten aus der Gruft, Secret Agent Man, Millennium, F/X: The Series, Vanishing Son, L.A. Law – Staranwälte, Tricks, Prozesse und Emergency Room – Die Notaufnahme.
1990 wurde Vivian Wu vom People Magazine zu einer der 50 schönsten Frauen der Welt gewählt. Seit 1994 ist sie mit dem Filmproduzenten und Regisseur Oscar L. Costo verheiratet.

## Filmografie
- 1984: Hei qin ting
- 1986: Chao guo jie xing dong
- 1987: Der letzte Kaiser (The Last Emperor)
- 1990: Im Reich des Drachen (Iron & Silk)
- 1990: Jenseits der Schatten (Shadow of China)
- 1991: Mutronics – Invasion der Supermutanten (Guyver)
- 1993: Raven (Fernsehfilm)
- 1993: Zwischen Himmel und Hölle (Heaven & Earth)
- 1993: Teenage Mutant Ninja Turtles 3
- 1993: The Untouchables (Fernsehfilm)
- 1993: Töchter des Himmels (The Joy Luck Club)
- 1993: Message from Nam (Fernsehfilm)
- 1993: L.A. Law – Staranwälte, Tricks, Prozesse (L.A. Law, Fernsehserie)
- 1993–1996: Mord ist ihr Hobby (Murder, She Wrote, Fernsehserie)
- 1994: Vanishing Son (Fernsehfilm)
- 1995: The Ultimate Warrior
- 1995: Geschichten aus der Gruft (Tales from the Crypt, Fernsehserie)
- 1995: Highlander (Highlander, Fernsehserie)
- 1995: JAG – Im Auftrag der Ehre (JAG, Fernsehserie)
- 1996: Woman Rose
- 1996: Die Bettlektüre (The Pillow Book)
- 1996: F/X: The Series (Fernsehserie)
- 1997: Song jia huang chao
- 1998: The Legend of Pig Eye
- 1998: Millennium – Fürchte deinen Nächsten wie Dich selbst (Millennium, Fernsehserie)
- 1998: A Bright Shining Lie – Die Hölle Vietnams (A Bright Shining Lie, Fernsehfilm)
- 1998: Blindless
- 1999: Strange World (Fernsehfilm)
- 1999: 8½ Woman
- 2000: Secret Agent Man (Fernsehfilm)
- 2000: Dinner Rush
- 2000: Meigui xuanwo
- 2000: Emergency Room – Die Notaufnahme (ER, Fernsehserie)
- 2002: Red Skies
- 2003: Indiana Jones und die Legende der Kaisergruft (Indiana Jones and the Emperor’s Tomb, Computerspiel, Stimme)
- 2003: Encrypt – Der Schlüssel zum Überleben (Encrypt)
- 2004: Mei ren yi jiu
- 2005: Chinaman (Kinamand)
- 2005: Eve and the Fire Horse
- 2006: Shanghai Red
- 2007: Ghost Whisperer – Stimmen aus dem Jenseits (Ghost Whisperer, Fernsehserie)
- 2020: Away (Fernsehserie, 10 Folgen)
- 2025: Slanted